# Aldeia da Mata
Aldeia da Mata ist eine Gemeinde (Freguesia) im portugiesischen Kreis (Concelho) von Crato mit 313 Einwohnern (Stand 19. April 2021).

## Geschichte
Eine Reihe von Megalithanlagen belegen eine vorgeschichtliche Besiedlung. Auch die Römer siedelten hier, wie u. a. die Ausgrabungen von Befestigungsresten und eines römischen Friedhofs aus dem 3. Jahrhundert v. Chr. belegen.
Aus der Zeit bis zum Abschluss der portugiesischen Reconquista ist nichts Konkretes über den Ort bekannt. Die heutige Ortschaft wurde vermutlich nach 1230 neu besiedelt, als König D.Sancho II. das Gebiet dem Hospitaliterorden gab. Seit dem 17. Jahrhundert besteht die Aldeia da Mata als eigenständige Gemeinde.

## Kultur und Sehenswürdigkeiten
Neben einer Vielzahl Sakralbauten, Steinbrunnen, historischen Wohnhäusern und Brücken stehen insbesondere die Anta do Tapadão und die Anta dos Penedos de São Miguel unter Denkmalschutz, zwei etwa 5.000 Jahre alte Grabanlagen (port. Antas).